# Iwanka Wanczewa
Iwanka Borisowa Wanczewa (bułg. Иванка Борисова Ванчева (ur. 31 października 1953 w Płowdiwie, zm. 5 sierpnia 2020 tamże) – bułgarska lekkoatletka, która specjalizowała się w rzucie oszczepem.
W 1980 roku uczestniczyła w igrzyskach olimpijskich, gdzie z wynikiem 65,38 zajęła piąte miejsce. Dwukrotnie zdobywała srebro uniwersjady. W 1977, 1980 oraz 1986 była mistrzynią Bułgarii. Dwukrotna rekordzistka kraju w rzucie oszczepem do rezultatu 63,04 w 1979 roku. Rekord życiowy: 65,38 (25 lipca 1980, Moskwa).